# Månedsofficer
En månedsofficer var i 16-, 17- og 1800-tallet en officer af reserven i den danske flåde. Månedsofficerer blev antaget i krigs- eller krisetid, og mens de faste officerer var på årskontrakt, gjorde månedsofficerer tjeneste på månedsbasis.
De fleste månedsofficerer var månedsløjtnanter, men der var også månedsofficerer med højere charge, såsom månedskaptajner.

## Månedsløjtnanter
- Peter Sivers, 1700-01 (under Store Nordiske Krig)
- Frederik Christopher Lütken, 1716-19 (under Store Nordiske Krig)
- Anthonius Krieger, 1794
- Andreas Christian Cederfeld de Simonsen, 1801 (under Englandskrigene)
- Christian Christopher Zahrtmann, 1808 (under Napoleonskrigene) - udlånt til den franske flåde

## Månedskaptajner
- Peter Besemacher, 1676 (under Skånske Krig) - med kommandørkaptajns bestalling
- Caspar von Wessel, 1715 (under Store Nordiske Krig)